# Friedrich Samuel Gottfried Sack
Friedrich Samuel Gottfried Sack (4. september 1738 – 2. oktober 1817) var en tysk reformert teolog.
Friedrich Samuel Gottfried Sack var den ældste søn fra August Friedrich Sacks andet ægteskab. I 1740 flyttede familien til Berlin, hvor han senere gik på Joachimsthals Gymnasium. Desuden gik han til Ramlers forelæsninger over Batteux, de mineralogiske foredrag af præsten Woltersdorf og lærte både klassiske og moderne sprog.
Efter sin faders ønske studerede han teologi på det reformerte universitet i Frankfurt (Oder). Her hørte han både Paul Ernst Jablonskis (1693–1757) forelæsninger i kirkehistorie og dogmatik og Alexander Gottlieb Baumgartens forelæsninger i matematik og filosofi. Gennemgående var han kritisk overfor den kirkelige dogmatik. Han foretrak i stedet wolffianeren David Samuel Daniel Wyttenbach.
Han bestod sin teologiske eksamen i efteråret 1757 i Berlin.
Efter en rejse igennem Holland og England blev han privatunderviser for Frederik Vilhelm 2. af Preussens søster Wilhelmine af Preussen (1751–1820).
Sammen med Friedrich Schleiermacher oversatte han Hugo Blairs taler.
1777 blev han af kongen udnævnt til 5. hof- og dompræst i Berlin.